# 1751
| 1751               |
| ------------------ |
| Dødsfald - Fødsler |
| • Begivenheder     |

| Gregoriansk kalender | 1751 MDCCLI             |
| Ab urbe condita      | 2504                    |
| Armensk kalender     | 1200 ԹՎ ՌՄ              |
| Kinesiske kalender   | 4447 – 4448 庚午 – 辛未 |
| Etiopisk kalender    | 1743 – 1744             |
| Jødisk kalender      | 5511 – 5512             |
| Hindukalendere       |                         |
| - Vikram Samvat      | 1806 – 1807             |
| - Shaka Samvat       | 1673 – 1674             |
| - Kali Yuga          | 4852 – 4853             |
| Iransk kalender      | 1129 – 1130             |
| Islamisk kalender    | 1164 – 1165             |

Konge i Danmark: Frederik 5. 1746-1766
Se også 1751 (tal)

## Dødsfald
- Louise af Storbritannien, dansk-norsk dronning (født 1724)